# Észak-moldvai kolostorok

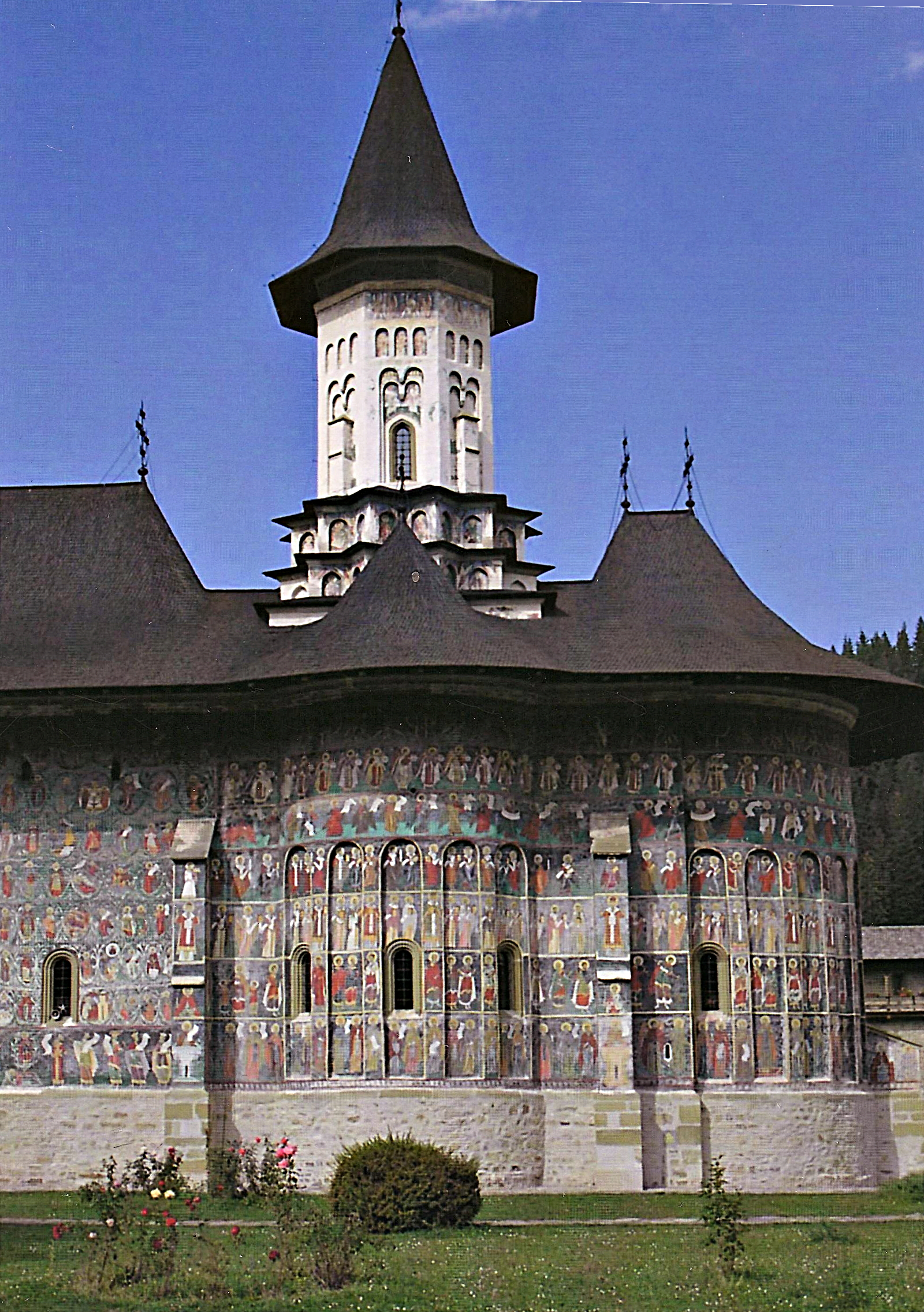
Sucevița

Észak-Moldva kolostorai Európa-hírüket azoknak az egyedülálló templomoknak köszönhetik, amelyek esetében nemcsak a belső falakat, hanem a külső homlokzatokat is festményekkel díszítették. A templomok harmonikusan illeszkednek táji- és szűkebb kolostor-építészeti környezetükbe. Ezek a kolostortemplomok – mint a következő felsorolások is mutatják – lényegében Ștefan cel Mare (1457–1504), Petru Rareș (1537–1538 és 1541–1546) és Alexandru Lăpușneanu (1552–1561 és 1564–1568) fejedelmek uralkodása idején jöttek létre.

## Általános jellemzés
A Világörökség részét képező templomokat azok keletkezését és működését a térség teljes kolostor- illetve templomépítési folyamatába illesztve célszerű bemutatni. Ezért a következő felsorolások egyrészt a már jelenleg is világörökségi felvételt kívánókat, másrészt kronologikus sorrendben az észak-moldvai középkori templomépítési folyamat egészét (történeti és művészettörténeti szempontból) reprezentáló létesítményeket foglalja össze, egyúttal jelezve azt is, hogy az észak-moldvai kolostor- és templomépítészet feltárása és értékelése napjainkban még nem lezárt folyamat, hiszen feltárások napjainkban is folynak és újabb szakmai felismerések is várhatók még.

## A templomok alapításának körülményei

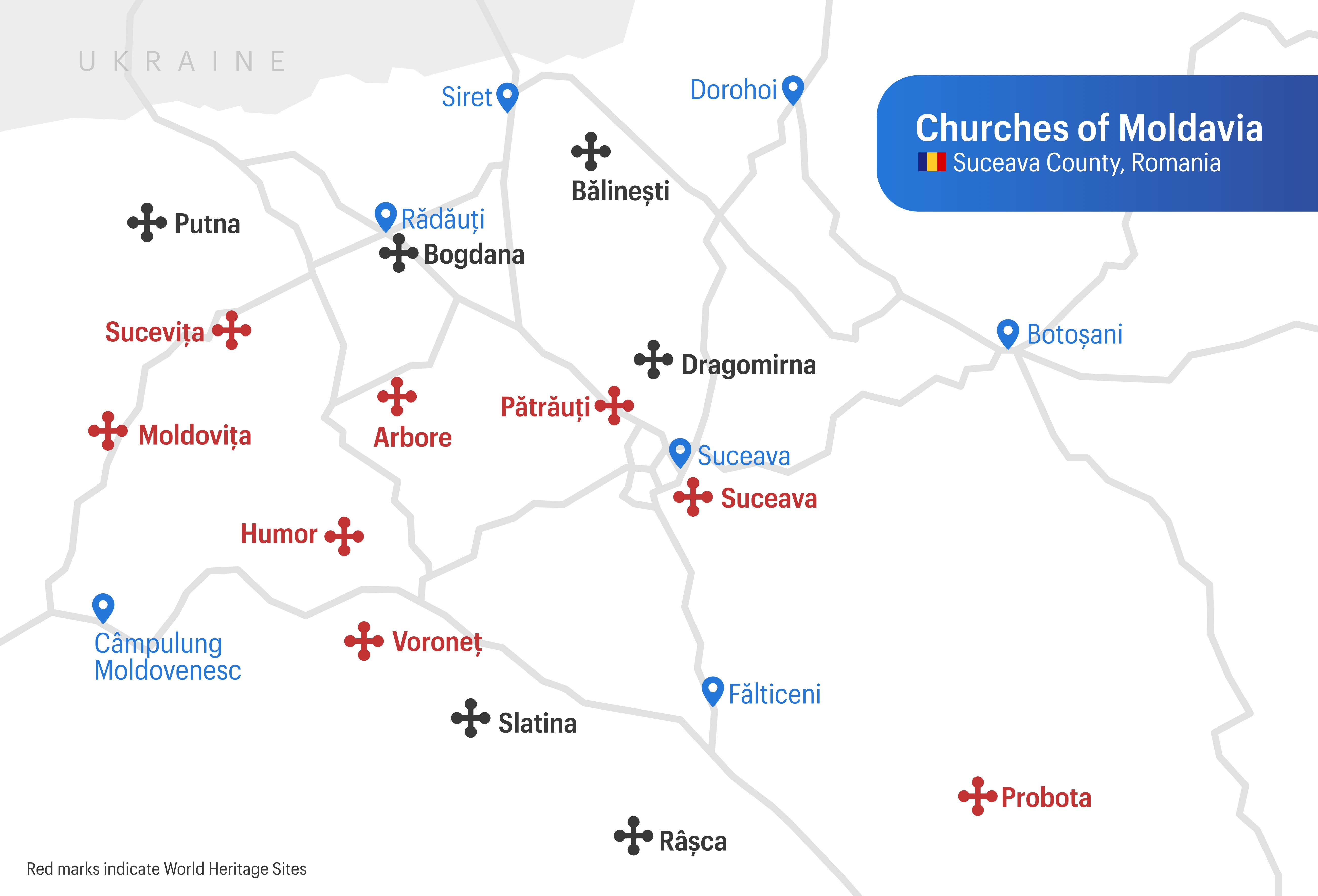
A templomok földrajzi elhelyezkedése

Észak-Moldva Románia északkeleti szegletében található. Ez a térség a történelem változékony korszakaiban mindenkor európai – legalábbis közép- és kelet-európai – jelentőséggel bírt, mind hatalmi-stratégiai-, mind gazdasági-kulturális-, illetve szellemi-vallási tekintetben is. A tatárjárás s a mongol uralom elmúltával kialakuló, fejedelemségbe szerveződő államalakulatban különleges jelentőséggel bírt az ortodox egyház, elsősorban a szerzetesség, amely a kezdeti remeteségből kolostori közösségi formába, kolostorokba tömörült. Ezeknek a kolostoroknak, mint közösségeknek és mint létesítményeknek, különlegesen nagy – vallási, egyházi szerepüket messze meghaladó – jelentőségük egyrészt a feudális társadalmi rend és hierarchia kialakításában, ideológiai támogatásában nyilvánult meg, másrészt a fejedelemség gazdasági és kulturális rendszerében betöltött szerepük miatt. Az ortodox egyház és kolostori szervezeteinek uralkodót támogató magatartása a középkor feudális társadalmi körülményei közt elengedhetetlen és meghatározó.
Ennek köszönhetően a középkori moldvai egyház – elsősorban kolostori közösségei – saját jövedelmeik mellett a mindenkori uralkodói hatalom és gazdagság jelentőségének megfelelő uralkodói támogatásokat élvezve – képessé váltak olyan vallási, kulturális, művészeti vagyonok, értékek létrehozására és koncentrálására, amelyek a középkor technikai, szellemi és művészeti hagyatékát szemlélve, még napjainkban is elismerést és csodálatot váltanak ki.

### Történelmi helyzetkép
Moldva térségének 10. századi történelmi képét a nagy folyók mentén megtelepült virágzó mezőgazdálkodást folytató népek kultúrája jellemezte. E kultúrára délről a bizánci-bolgár, északról a Kijevi Fejedelemség politikai és egyházi befolyása érvényesült. Véres korszakot nyitott a 13. században a tatár (mongol) hódítás és 1299-ig tartó uralmuk, amely lényegében eltörölt minden korábbi hatalmi-, kulturális- és gazdasági körülményt.
Kedvező fordulatot hozott a 14. század kezdete, amikor Anjou (Nagy) Lajos király seregei a lakosság segítségével legyőzték a tatárokat, s ez alapvető politikai változás lehetőségét hozta meg. Először 1352-1353-ban – a magyar király főhatóságával – körvonalazódott a feudális államszerveződés: megalakult a moldvai fejedelemség. A fejedelem udvari kancelláriáiban ekkortájt középbolgár színezetű ószláv nyelv honosodott meg; ez volt a területen missziós tevékenységet kifejtő ortodox egyház hivatalos nyelve.
Később a fejedelmek szembefordulva a magyar királyság főhatóságával, a nemzeti függetlenség és hatalom megteremtését jelölték célul. Az ország fővárosa 1352-ben Baia (Moldvabánya), majd 1359-től Siret lett. Amikor az ország lengyel fennhatóság alá került, a megerősödő katolikus befolyást jelzi a Siretben alapított püspökség. Moldva esetében politikai fontosságú volt az ország vallási kötődésének kérdése. A magyar és lengyel befolyással szembeszálló uralkodó osztály a keleti egyházat támogatta, s végül a halicsi ortodox metropolita főhatósága erősödött meg.
Moldva államszervezete a 14. század végére megszilárdult. Petru Mușat fejedelem (1375-1391) már maga is pénzt veretett. Székhelyét Siretből Suceavába tette át, és a város két évszázadra az ország fővárosa maradt. A területet átszelő jelentős kereskedelmi utak mentén megindult néhány nagyobb város – Baia és Siret (magyarul Szeret), továbbá Romanow torg (Románvásár) mezővárosának, valamint a fővárossá váló Suceava (régi magyar szóhasználattal Szücsi) – fejlődése.
A feudális államot az ország földjének nagy részét birtokló fejedelem irányította. Hadsereget tartott fenn, támogatta a városokat, a kibontakozó kereskedelmet és kézműipart. A városoknak vámszedésből származó jövedelme és az átmenő kereskedelem is jelentős gazdasági forrást biztosított. Jelentős gazdasági-, politikai- és szellemi hatalom összpontosult az ortodox egyház kolostoraiban. A szerzetesi befolyás a kolostorok vidékén széles körben kiterjedt.
A fejedelemség fejlődése Alexandru cel Bun (1400 -1432)uralkodásával kezdődött. Hatalma támaszaként megszilárdította a keleti egyház befolyását: püspökségeket és kolostorokat alapított. Ștefan cel Mare (1457-1504) idején Moldvát létében fenyegette már a törökök európai előrenyomulása: Konstantinápoly eleste (1452) az egész bizánci/ortodox orientációjú térséget sokkszerűen érte. A pánikhangulatból való kilábalást csak a központi hatalom erősítésével (középnemességre, városokra, egyházra támaszkodva) és a környező népekkel szövetkezve lehetett elérni. Az egyházat gazdag adományaival, kolostor- és templomalapításaival állította maga mellé. Így eredményesen bontakozott ki a törökök elleni harc is, s 1475-ben magyar királyi csapatokkal karöltve legyőzte a törököket.
A török behatolási törekvéseket nagymértékben gátolta az Oroszországgal kötött szövetség. Ám a folytonosan fenyegető iszlám veszély elhárítására 1489-ben a fejedelem II. Mohamednek már háromezer velencei forint évi harácsra kötelezte magát. Fia, III. Bogdan (1504-1517) pedig már elismerte a szultán fennhatóságát, s így megmaradt az ország önkormányzata és fejedelemválasztó joga. Petru Rares (1537-1538 és 1541-1546) Buda mellett hódolt be I. Szulejmánnak 1529-ben. Mint később Alexandru Lápusneanu (1552-1561 és 1564-1568), ő is harcolt Erdély ellen a szultán parancsára. 1565-ben a fejedelem székhelyét Suceavából Jasi-ba helyezte át.
A 16-17. század fordulóján átmenetileg nagyszabású, közös politikai tervek érlelődtek (Mihai Viteazul (magyarul: Vitéz Mihály, 1593-1601) havasalföldi fejedelem kísérlete során. Törekvése nem járt eredménnyel.
Moldvában a török uralom befolyása a XVII. század idejétől folytatódott. Ilyen körülmények között lelassult, sőt megakadt a fejedelemség gazdasági, társadalmi fejlődése. A kulturális élet is csak a kolostorok falain belül virágzott. Gazdaságát tekintve a fejedelemség a török birodalom keretébe épült be. Ezt használták ki az egyre jelentősebb befolyáshoz jutó görög kereskedők. Az ellentét a moldvai lakosság és a görög kereskedők között hamarosan kiéleződött.
Mint általában mindegyik kis közép-európai nemzet esetében, Moldva további nemzeti létét és sorsát is az európai nagypolitika eseményei, annak mellékpályáján alakították. Észak-Moldva – Bukovina néven – egy időre az osztrák birodalom része lett, 1861-ben pedig a nagyhatalmak támogatásával Moldva és Havasalföld egyesült és létrejött a román állam: Románia.

### A keleti ortodox egyház és jelentősége Moldvában
Ahogyan Moldva tatárjárás előtti történelme, ugyanúgy a lakosság hitvilága s vallási élete sem rendelkezik bőséges helyi emlékanyaggal. Ismereteink egyrészt a térség bizánc- és népvándorláskori körülményeinek európai ismerettárából származnak. Ezek közt kiemelt szerepe van a területi kapcsolataiban egyre behatároltabb Bizánc északra forduló politikai-gazdasági érdeklődésének. Az orosz (normann/varég, szláv) területek felé fokozódó kereskedelmi és politikai aktivitást kifejtve kulturális, vallási exportot is bonyolított. Másrészt, a helyi hitvilágban tért nyerő ortodox keleti kereszténység jelenlétét bizonyítja, hogy a középkori templomépítészetről szóló szócikkünkben szereplő templomok jóformán kizárólag korábban meglevő, (zömében fatemplomok) helyén, vagy helyett létesültek.
Moldva meghatározott történelmi pillanatokban, korszakokban hatalmi, politikai események következtében (magyar királyokkal a tatárok kiverése, török elleni harcok során, vagy a lengyel-, osztrák fennhatóság) kapcsolatba került a nyugati kereszténység vallási- és eszmevilágával, azonban ezekre a nemzeti önállóságot veszélyeztető történelmi helyzetekben került sor, aminek következtében a nemzetet reprezentáló helyi arisztokrácia szemében veszélyt és bizalmatlanságot váltottak ki, s mindez végül is a már meggyökeresedett ortodox keleti keresztény valláshoz való vonzódást erősítették. Ennek következtében a moldvai terület kezdetben a halicsi- később pedig a kijevi patriarkhátus vallási szervezeti keretébe integrálódott.
A fokozódó nemzeti öntudat és önállósági törekvések fejlődési folyamatában a moldvai egyház közéleti jelenlevőségét potenciálisan fokozta Bizánc 1453-as elvesztését követően a Balkánon kiterebélyesedő oszmán uralom menekültjeiből felbővülő vallási-, szakmai ismeretanyag és szellemi vagyon. Egyrészt mint hozadék, másrészt mint a helyben maradottakkal (kiemelten az Athosz-hegyi kolostorok szerzeteseivel) való, s a templomépítészetben kézzel kitapintható, bizonyosan intenzív kapcsolat fenntartása. Ez esetenként bolgár áttételekkel mehetett végbe.
A helyi egyház tevékenységével a korszak feudális hatalmi berendezkedésének megteremtését és legalizálását (az égi és földi hierarchia megfogalmazásával és propagálásával) ideológiai szinten biztosította. Az aktuális fejedelmi hatalom támogatásával a mindenkori politikai központosítási törekvéseket szolgálta, s ez végül is nemzeti a önállósodás célját szolgálta.
Az ortodox egyház – szervezetei közt elsősorban kolostoraival – tevékeny részt vállalt a térség gazdasági életében (részben mint nagy területekkel rendelkező földbirtokosok, részben mint a kolostori szervezeten belül működő árutermelők, vagy mint a kereskedelmi utak mentén felállított vámhelyek (pl. Moldovita). Ilyen módon jelentős vagyonok koncentrálódása valósult meg, egyes kolostorok egyházi-, vagy fejedelmi kincstárakká (pl. Putna) váltak. Mindez pedig lehetővé tette, hogy az anyagi értékteremtésből felszabadultan szellemi értékteremtőkké váljanak, mint a napjainkban is nemzeti kincsnek számító, műalkotásokkal ékesített templomaik, kézírásos kódexeik, ikonjaik, stb. bizonyítják.

## A világörökség nyilvántartásában szereplő kolostortemplomok
Az észak-moldvai templomok közül jelenleg nyolc található a világörökség nyilvántartó jegyzékén.
| Név                                       | Hely                 | Építés éve | Építtető                 |
| ----------------------------------------- | -------------------- | ---------- | ------------------------ |
| Keresztelő Szent János fejevétele-templom | Arbore               | 1503       | Luca Arbore              |
| Istenszülő elszenderedése-templom         | Mănăstirea Humorului | 1530       | Toader Bubuiog           |
| Angyali üdvözlet-templom                  | Moldovița            | 1532       | Alexandru cel Bun        |
| Szent Kereszt-templom                     | Pătrăuți             | 1487       | Ștefan cel Mare          |
| Szent Miklós-templom                      | Probota              | 1531       | Petru Rareș              |
| Szent György-templom                      | Szucsáva             | 1522       | III. Bogdán és Ștefăniță |
| A sucevițai kolostor Feltámadás-temploma  | Sucevița             | 1583       | Movilă-család            |
| A voroneți kolostor Szent György temploma | Voroneți             | 1487       | Ștefan cel Mare          |

## A világörökség közé nem került, de figyelemre méltó moldvai templomok listája

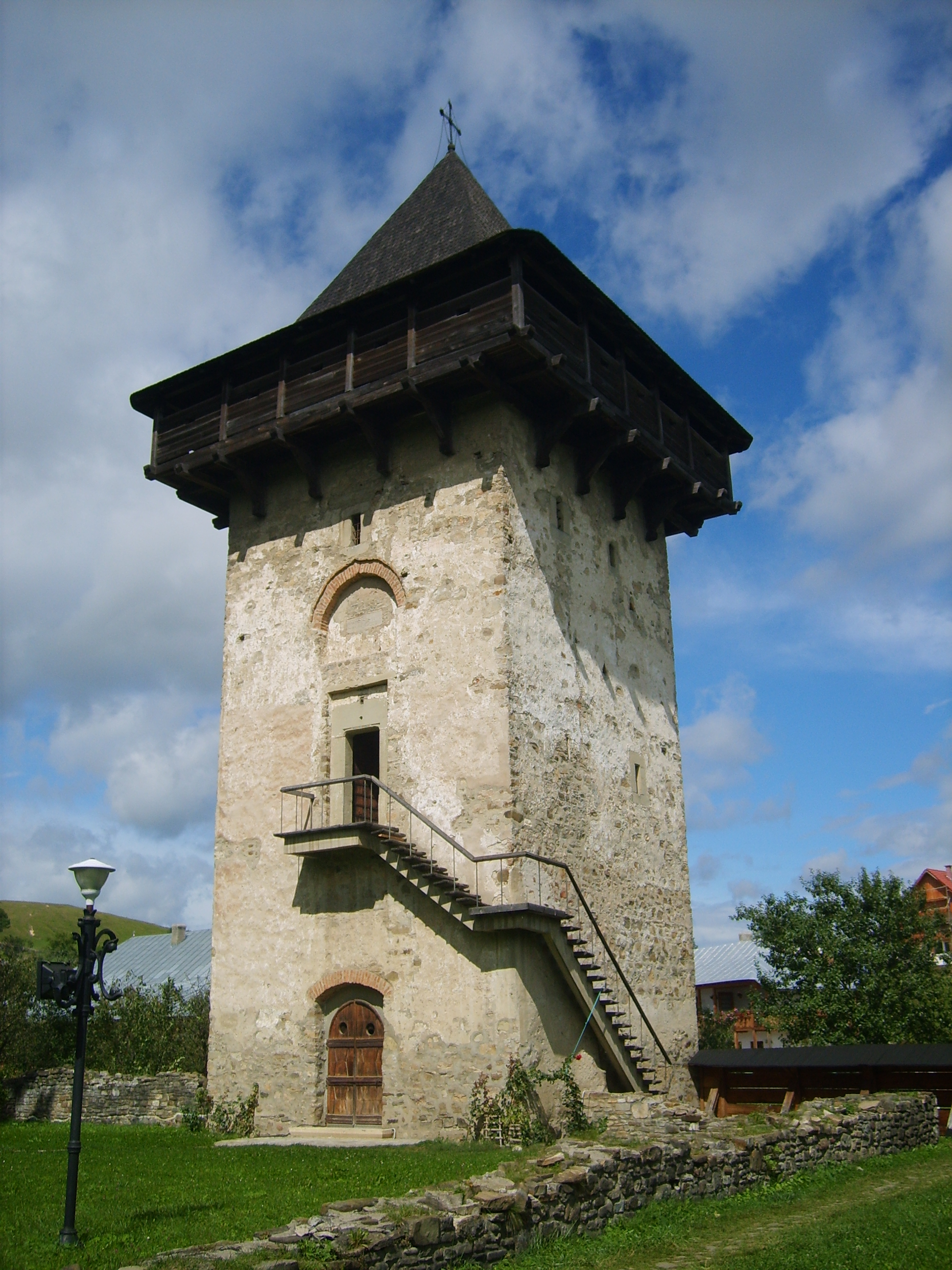
Humor

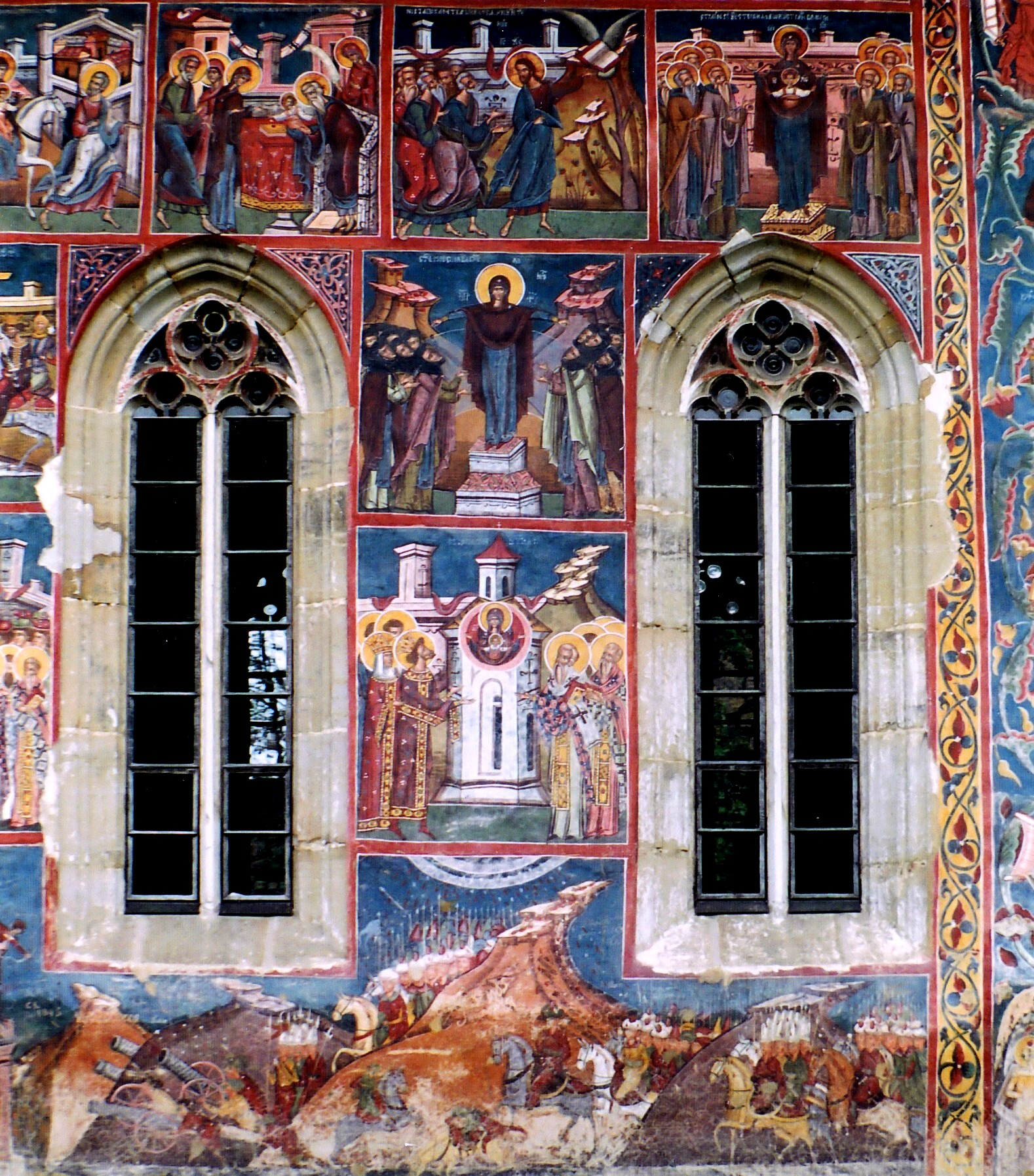
Voroneț

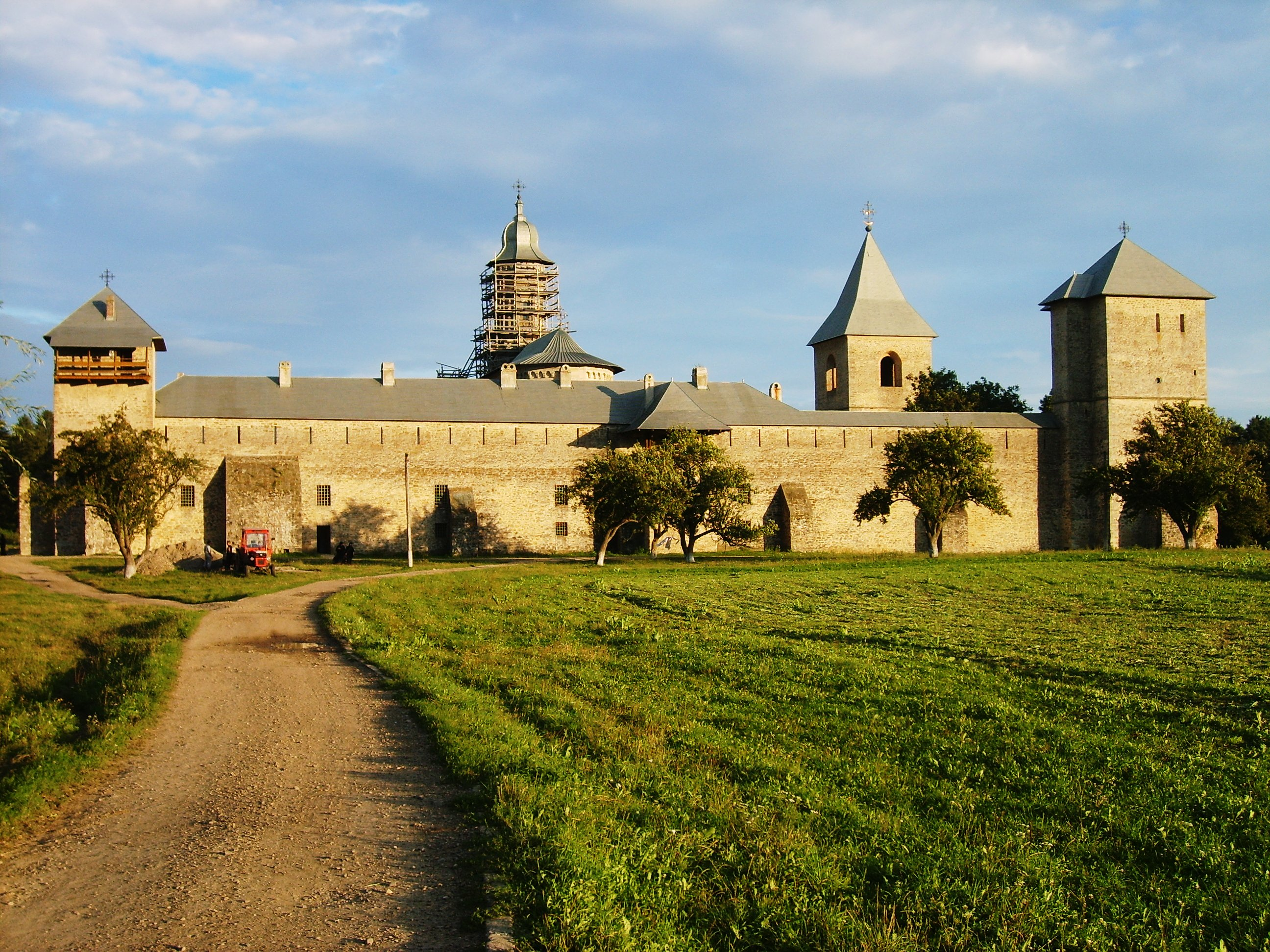
Dragomirna

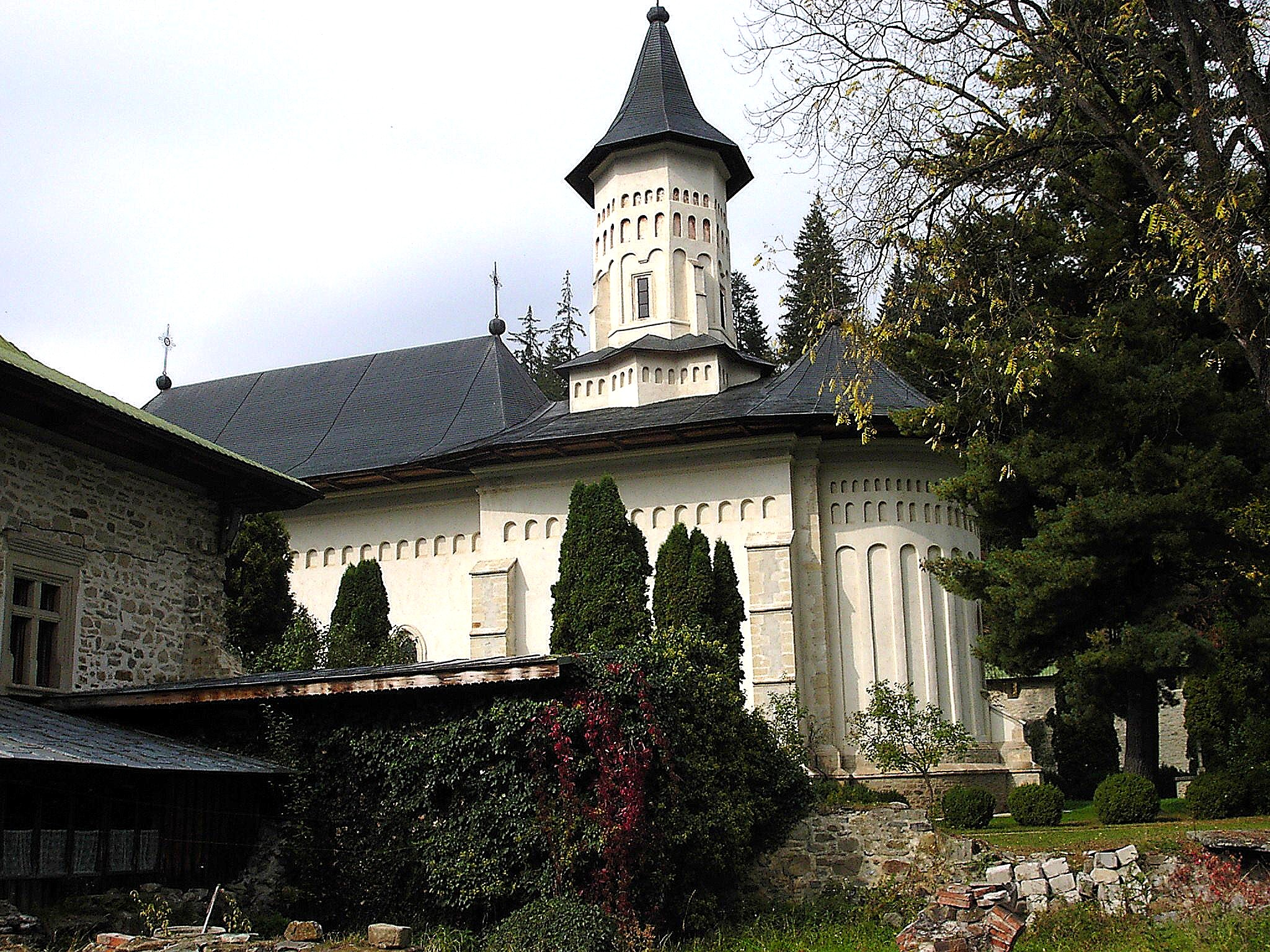
Slatina

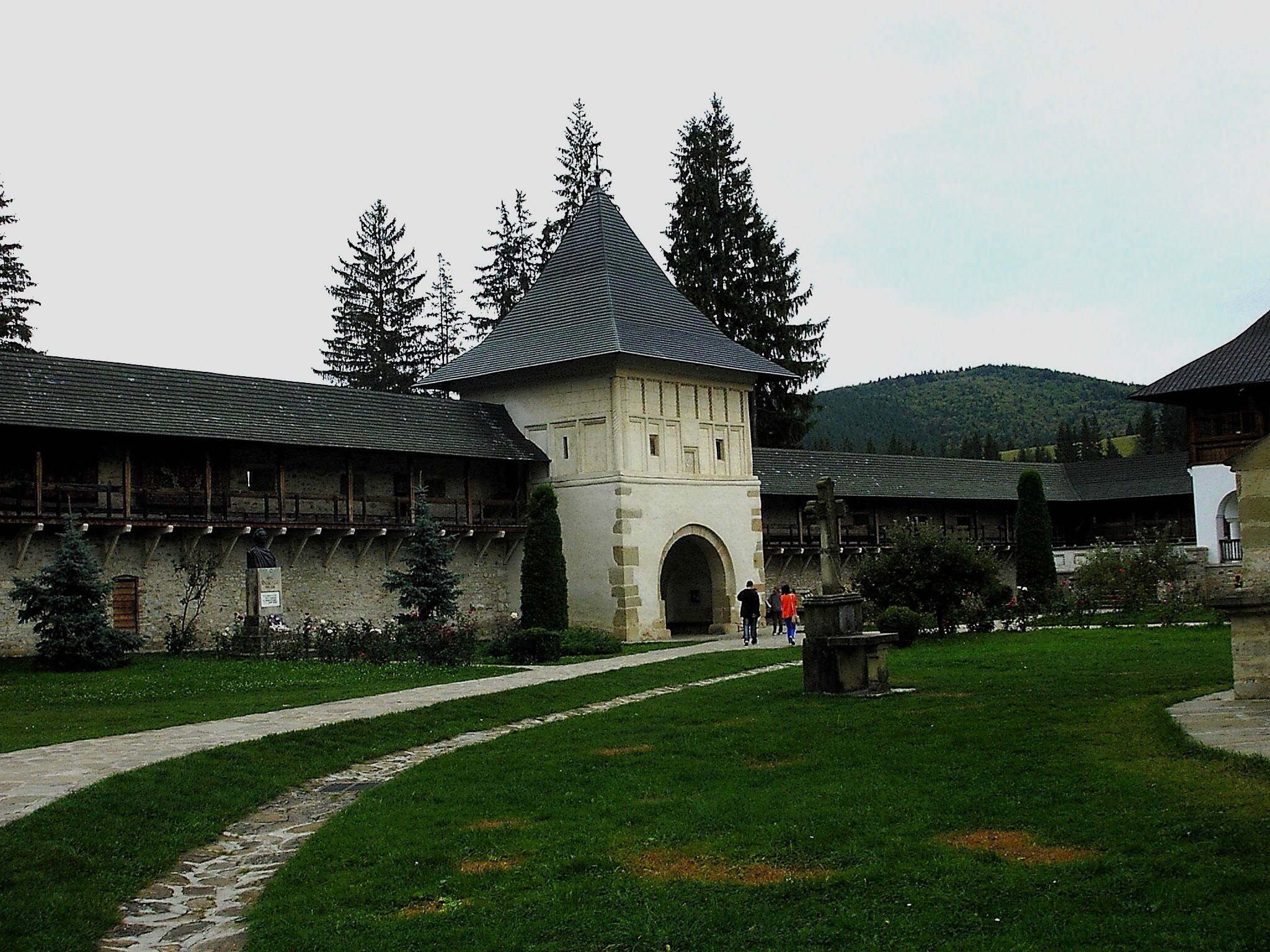
Putna

| Név                                                     | Hely       | Építés éve | Építtető             |
| ------------------------------------------------------- | ---------- | ---------- | -------------------- |
| A dragomirnai kolostor, a Szentlélek eljövetele templom | Dragomirna | 1609       | Anastasie Crimca     |
| A slatinai kolostor Az Úr színeváltozása temploma       | Slatina    | 1554-61    | Alexandru Lăpușneanu |
| A putnai kolostor                                       | Putna      | 1466       | Ștefan cel Mare      |
| Szentháromság-templom                                   | Siret      | 1354       |                      |
| Szent Miklós-templom                                    | Rădăuți    | 1359       |                      |

## Moldva templomai és kolostorai
A korábbi fejezetek állításait részletesen szemlélteti a következő felsorolás, amely a kolostorokat és templomokat keletkezési időpontjuk sorrendjében szerepelteti. Ezek a létesítmények politikai-, gazdasági és kulturális (kiemelten művészeti) szempontból híven tükrözik születésük idejének társadalmi körülményeit (melyek a hivatkozott szócikkekben részletezve szerepelnek), továbbá a templomépítés történelmi-, technikai, művészeti fejlődési folyamatát. E kronológiai vázlat egyúttal lehetővé teszi az észak-moldvai szakrális építészet sajátosságainak és fejlődésének beazonosítását, összehasonlítását a hasonló, korabeli európai (esetenként közel-keleti) gyakorlattal, módszerekkel és folyamatokkal.

### Észak-moldvai templomok, alapításuk/építésük időrendjében
(kiemelten szedve a világörökségben szereplők)
- 1354 Siret: Szentháromság-templom
- 1359 Rădăuți: Szent Miklós-templom
- 1439 Botoșani: udvarház és templom
- 1450 Neamti kolostor: Biserica Înălțării Domnului templom
- 1450 Pătrăuți női kolostor: Szent Kereszt-templom
- 1450 Dolheștii Mari: kavicskő templom
- 1466 Putna kolostor: templom, kápolna
- 1483 Iliești kolostor: Szent Illés-templom
- 1488 Voroneț, kolostor: Szent György-templom
- 1492 Hârlău: Szent György-templom
- 1494 Bălinești: Szent Miklós-templom
- 1495 Dorohoi: Szent Miklós-templom
- 1496 Războieni: Mihály arkangyal-templom
- 1496 Popăuț: Szent Miklós-templom
- 1503 Arbore: Keresztelő Szent János-templom
- 1514 Suceava: Szent György-templom
- 1522 Părhăuți: Mindenszentek templom
- 1527 Probotai kolostor: Szent Miklós-templom
- 1527 Humori kolostor: Szűz Mária mennybemenetele templom
- 1527 Moldovițai kolostor: Angyali üdvözlet templom
- 1542 Râșcai kolostor: templom
- 1564 Slatina: kolostorerőd és templom
- 1582 Sucevița kolostor: Feltámadás Tisztelete templom
- 1602 Secu kolostor: templom
- 1609 Románvásár: örmény templom
- 1609 Mitocu Dragomirna kolostor: templom
- 1612 Szolka: kolostortemplom
- 1642 Agapia: kolostortemplom
- 1729 Agafton: férfi remetekolostor és templom
- 1734 Sihastria: remetekolostor
- 1738 Agafton: női kolostor és templom
- 1750 Sihla: remetekolostor és fatemplom
- 1835 Durău: kolostortemplom